# Desabamento de prédio em Savar

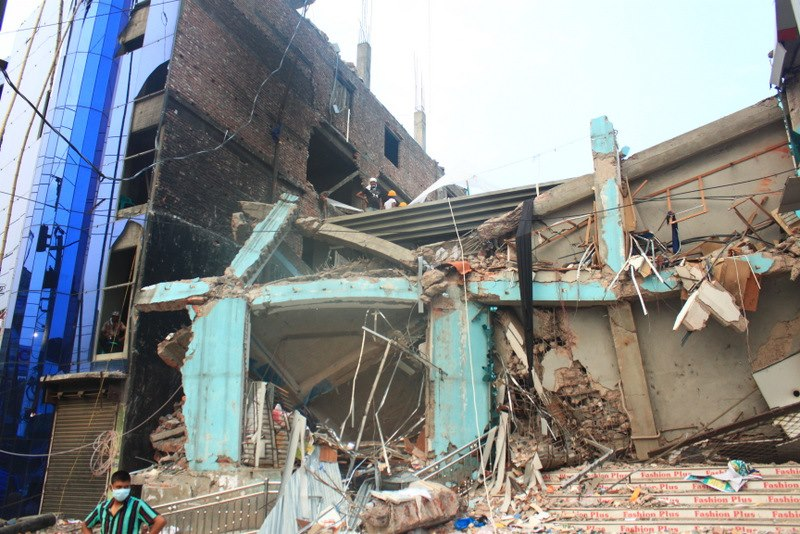
Pormenor do edifício colapsado

O desabamento de prédio em Savar foi um desastre ocorrido em 24 de abril de 2013, quando desabou um prédio de oito pisos que abrigava fábricas e um centro comercial em Savar, na periferia de Daca, a capital do Bangladesh.
As buscas terminaram no dia 13 de maio, dando origem ao balanço final de 1 127 mortos.
O edifício, que continha fábricas de vestuário, um banco e várias lojas, colapsou durante a hora de ponta da manhã, às 8h45 BST (UTC+6). Foram ignoradas todas as advertências para evitar o uso do edifício após terem surgido rachas no dia anterior.

## Antecedentes
O edifício, conhecido como Rana Plaza, é propriedade do líder local da Liga Awami, Sohel Rana, alojava quatro fábricas de roupa independentes com cerca de 5 000 empregados. Era também local de muitas lojas e um banco. As fábricas de roupa fabricavam vestuário para marcas como o Grupo Benetton, The Children's Place, Primark, Monsoon, DressBarn e H&M.
Apesar de ter sido pedido não ocupar o edifício depois das rachas terem surgido em 23 de abril de 2013, muitos trabalhadores da indústria têxtil voltaram no dia seguinte, pois parte dos seus supervisores declararam que o prédio era seguro. Alguns trabalhadores disseram que as rachas eram tão graves que foram noticiadas por canais de noticias locais. O prédio ruiu, deixando apenas intacto o piso do rés-do-chão. Um bombeiro  afirmou que cerca de 2 000 pessoas se encontrariam no prédio no momento do colapso, e um dos sobreviventes indicou que poderia haver até 5 000 pessoas no interior. Um residente no local descreveu a cena como se "um sismo o tivesse atingido".
Um dos sítios web de uma fábrica de roupa indica que mais de metade das vítimas são mulheres, junto com vários dos seus filhos que tinham sido colocados nas creches do edifício.

## Responsabilidade
O dono do edifício, Mohammed Sohel Rana, e mais sete pessoas foram presas, acusadas de envolvimento no caso. Trata-se de quatro donos de confeções, dois engenheiros e o pai de Rana. A empresa irlandesa de roupas Primark, que utilizava o edifício, divulgou que irá dar uma compensação monetária às vítimas do desabamento.

## Responsabilidade social na cadeia de suprimentos
Incidentes como o desabamento em Savar têm intensificado discussões sobre a responsabilidade social corporativa nas cadeias de suprimentos globais. Wieland e Handfield (2013) sugerem que as empresas devam auditar seus produtos e fornecedores, indo além dos relacionamentos diretos com seus fornecedores de primeiro nível. Eles consideram também que a visibilidade precisa ser melhorada caso o processo de suprimento não possa ser controlado diretamente, assim como o papel essencial que as novas tecnologias inteligentes desempenham na melhoria da visibilidade. Por fim, destacam que a colaboração com parceiros locais, da indústria e de universidades, é crucial para o sucesso na gestão da responsabilidade social na cadeia de suprimentos.